# Todarodes sagittatus
Espèce
Synonymes
- Loligo aequipoda Vérany, 1851[2]
- Loligo sagitta Blainville, 1828[2]
- Loligo sagittata Lamarck, 1798[2]
- Loligo sagittatus Lamarck, 1798[3]
- Loligo todarus Rafinesque, 1814 (préféré par WoRMS)[2]
- Loligo todarus Vérany, 1851[3]
- Ommastrephes sagittatus (Lamarck, 1798)[2]
- Ommatostrephes sagittatus (Lamarck, 1798)[2]
- Sagittatus maximus Seb.[2]
- Sagittatus todarus Delle Chiaje[2]
- Todarodes sagittatus sagittatus Lamarck, 1798[3]
- Todarus sagittatus Steenstrup, 1856[3]

Statut de conservation UICN

 LC  : Préoccupation mineure
Todarodes sagittatus est une espèce de calmars de la famille des Ommastrephidae.

## Répartition
Cette espèce se rencontre dans l'est de l'Atlantique et en mer Méditerranée, de la surface jusqu'à une profondeur pouvant atteindre 1 000 m.

## Liste des sous-espèces
Selon World Register of Marine Species (25 février 2016) :
- sous-espèce Todarodes sagittatus angolensis Adam, 1962